# Alto del Palomillo
Alto del Palomillo är en ort i Mexiko.   Den ligger i kommunen Viesca och delstaten Coahuila, i den centrala delen av landet, 800 km nordväst om huvudstaden Mexico City. Alto del Palomillo ligger 1 180 meter över havet och antalet invånare är 131.
Terrängen runt Alto del Palomillo är platt åt nordost, men åt sydväst är den kuperad. Runt Alto del Palomillo är det mycket glesbefolkat, med 3 invånare per kvadratkilometer. Närmaste större samhälle är San Pedro, 17,9 km norr om Alto del Palomillo. Omgivningarna runt Alto del Palomillo är i huvudsak ett öppet busklandskap.